# Windmühle Meßlingen

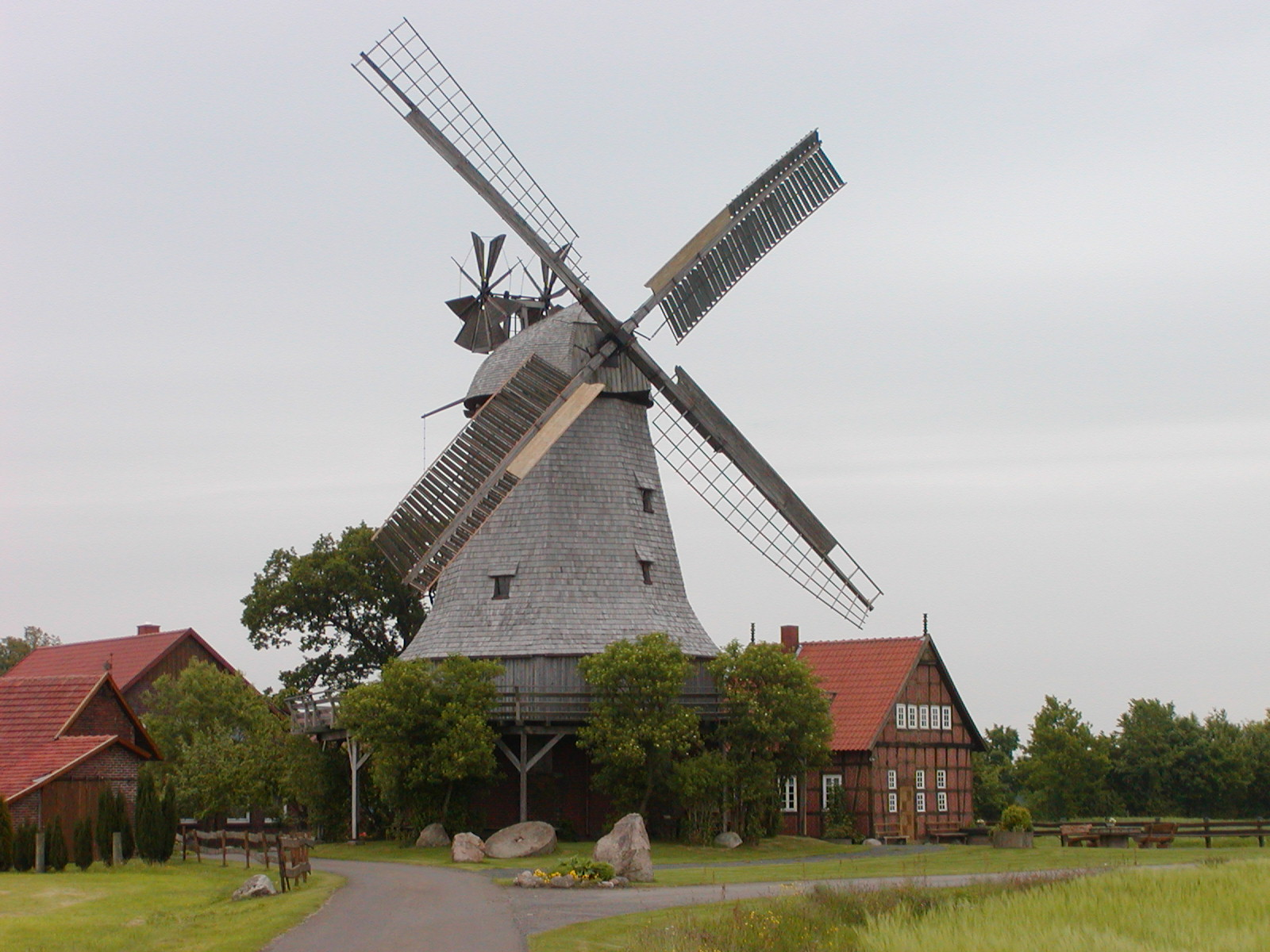
Windmühle Meßlingen

Die Windmühle ist ein denkmalgeschütztes Profangebäude in Meßlingen, einem Stadtteil von Petershagen im Kreis Minden-Lübbecke (Nordrhein-Westfalen).

## Geschichte und Architektur
Die Mühle steht auf einer Hofanlage, sie ist ein achteckiger, mit Holzschindeln verkleideter, gewundener Galerieholländer. Sie steht auf einem massiven Sockel und ist mit Klappen- und Segelflügeln ausgestattet. Das Gebäude wurde um 1843 errichtet und im vierten Viertel des 20. Jahrhunderts restauriert. Die Haube ist mit Hilfe zweier Windrosen drehbar.